# Brno-Kníničky
Brno-Kníničky je městská část na severozápadním okraji statutárního města Brna. Je tvořena městskou čtvrtí Kníničky (německy Klein Kinitz), původně samostatnou obcí, která byla k Brnu připojena v roce 1960. Její katastrální území má rozlohu 10,93 km². Samosprávná městská část vznikla 24. listopadu 1990. Žije zde přibližně 1000 obyvatel.
Pro účely senátních voleb je území městské části Brno-Kníničky zařazeno do volebního obvodu číslo 55.

## Charakteristika
Kníničky, ležící u Brněnské přehrady na levém břehu Svratky, si dosud zachovávají vesnický charakter. V posledních letech dochází k rozšiřování zástavby Kníniček severním směrem. Vznikly tak nové ulice Ambrožova, Hluboček a U Luhu, zahrnující typicky rodinnou zástavbu. Zástavba samotných Kníniček se rozkládá při východní hranici městské části pod úpatím Mniší hory. Součástí katastru Kníniček je i část Brněnské přehrady včetně poloviny přehradní hráze. Přibližně dvě třetiny katastru Kníniček pokrývají Podkomorské lesy, rozkládající se západně od kníničské zástavby. Katastrem Kníniček prochází trasa nedokončené exteritoriální dálnice Vídeň - Vratislav a do budoucna se uvažuje i o využití jejího zdejšího úseku pro vybudování plánované dálnice D43.

## Historický přehled
Kníničky vznikly jako vesnice Nové Kníničky ve druhé polovině 30. let 20. století v souvislosti se zatopením původní obce Kníničky Brněnskou přehradou. Později byly přejmenované na Kníničky. 1. ledna 1957 byla na základě rozhodnutí krajského národního výboru k Brnu připojena rozsáhlá oblast v okolí Brněnské přehrady zahrnující vedle většiny katastru nové obce (jenž se nelišil od původního katastru „starých“ Kníniček), také většinu katastru obce Bystrce, malou východní část katastru obce Veverská Bítýška, jihozápadní část katastru obce Rozdrojovice, jižní část katastru obce Moravské Knínice a jižní cíp katastru Chudčic. Toto území pak bylo spravováno jako součást městského obvodu Brno VII. 1. července 1960 pak byla k Brnu připojena i samotná obec, která se stala součástí nově zřízené městské části Bystrc, v rozsahu zhruba odpovídajícím moderním městským částem Brno-Bystrc a Brno-Kníničky. Tato městská část se vnitřně členila na katastrální území Bystrc, Kníničky, Chudčice I, Moravské Knínice I, Rozdrojovice I a Veverská Bítýška I (poslední čtyři výše zmíněná k.ú. byla později zrušena). Současné katastrální hranice získaly Kníničky při radikální katastrální reformě Brna ve druhé polovině 60. let 20. století, přičemž upravený katastr Kníniček zahrnuje většinu původního katastru Kníniček, nepatrnou část původního katastru Bystrce, výše uvedená zrušená katastrální území Moravské Knínice I a Rozdrojovice I, malou část zrušeného k.ú. Veverská Bítýška I a severní část zrušeného k.ú. Chudčice I; pro změnu východní část katastru podél Mnišího potoka (zvaný též Hluboček) byla překatastrována k Bystrci. K 15. červenci 1976 byl zrušen místní národní výbor v Bystrci, a Bystrc i Kníničky byly připojeny k městskému obvodu Brno II, v jehož rámci setrvaly až do roku 1990, kdy si občané obou čtvrtí vymohli vytvoření novodobých samosprávných městských částí Brno-Bystrc a Brno-Kníničky.

## Název
historický vývoj názvu obce:
- 1436 – Malé Knehyničky
- 1475 – Malé Knihničky
- 1538 – Malé Knihniczky
- 1559 – Malé Knijhniczky
- 1573 – Malé Knihniczky
- 1609 – Kynicžky
- 1611 – Malé Kinitcki
- 1674 – Klein Künitz
- 1718 – Klein Künitz
- 1720 – Maly Kinižky
- 1728 – Parvo Kinitio
- 1751 – Klein Kunitz
- 1846 – Klein Künitz
- 1872 – Klein Kinitz
- 1872 – Kyničky
- 1924 – Kníničky

## Obyvatelstvo
| 1869 | 1880 | 1890 | 1900 | 1910 | 1921 | 1930 | 1950 | 1961 | 1970 | 1980 | 1991 | 2001 | 2011  | 2021  |
| ---- | ---- | ---- | ---- | ---- | ---- | ---- | ---- | ---- | ---- | ---- | ---- | ---- | ----- | ----- |
| 445  | 458  | 510  | 508  | 570  | 537  | 527  | 636  | 734  | 651  | 570  | 549  | 513  | 1 006 | 1 105 |

## Pamětihodnosti
Na katastrálním území obce se nachází 10 výklenkových kaplí Křížové cesty z Chudčic k poutnímu místu Tři kříže.

## Současnost
Mezi hlavními témata místního diskurzu patří stavba dálnice D43 a projekt nového vstupního areálu do brněnské zoologické zahrady.